# ベルン
ベルン（標準ドイツ語：Bern [bɛrn] ( 音声ファイル)、スイスドイツ語ベルン方言：Bärn [b̥æːrn]〈ベァールン〉、フランス語：Berne [bɛʁn]〈ベルヌ〉、イタリア語：Berna [ˈbɛrna]〈ベルナ〉、ロマンシュ語：Berna [ˈbɛrnɐ] ( 音声ファイル)〈ベルナ〉）は、スイス連邦の首都。
ベルン州の州都でもある。人口は140,567人（2015年）で、チューリッヒ、ジュネーヴ、バーゼルに次ぐ4番目の規模の都市である。「ベルン」の語源は伝承によれば熊であるとされ、熊が市の紋章にもなっている。スイス連邦議会議事堂の所在地であるほか、万国郵便連合などの国際機関も置かれている。ドイツ語圏に属する。

## 歴史

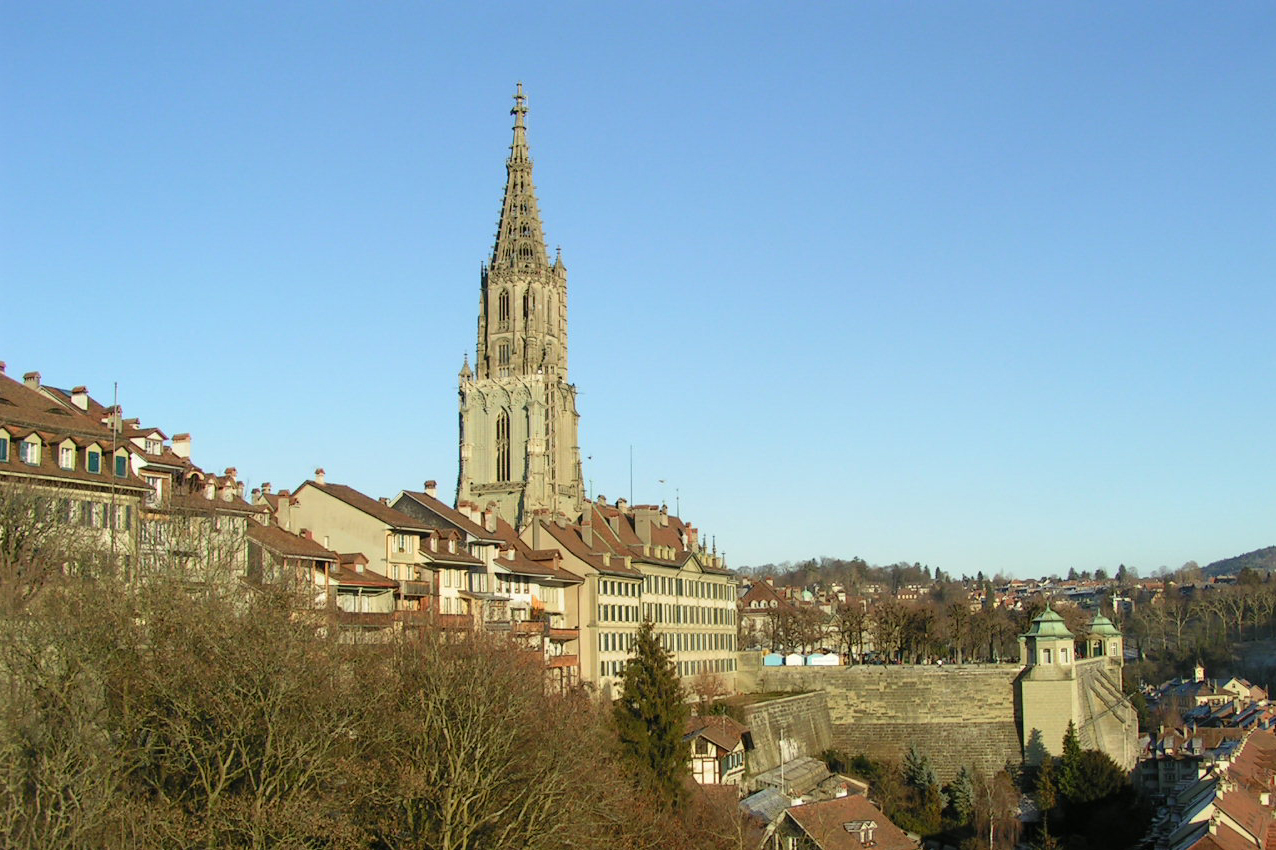
ベルン大聖堂

1191年、街はツェーリンゲン大公ベルトルト5世によってアーレ川沿いに創設された。伝承では、市名は公爵が殺した熊（独: Bär）に由来するとされるが、学問的にはイタリアのヴェローナ（Verona）に由来すると説明されることが多い。ベルトルト5世が世継ぎの無いまま亡くなり、ツェーリンゲン家が断絶した後の1218年、神聖ローマ皇帝フリードリヒ2世によって、あるいは1274年にルドルフ・フォン・ハプスブルクによって街は帝国自由都市となり、周辺領域を積極的に購入して都市国家を形成していった。16世紀には、その領土は約13000km²に達し、今日のスイスの約3分の1の面積を占めるまでになった。中世における重要な産業は皮なめし業で、晩期の人口は約5000人を数えた。
1339年、西スイス貴族層の反発を「ラウペンの戦」での勝利で退け、1353年には初期のスイス連邦に加入し、新しい国家の主導的なメンバーとなった。1415年には他の小さな領地と共にアールガウに、1536年にはヴォーに侵攻し、アルプス以北で最も大きな都市国家となった。1798年のフランス革命中にはフランス軍によって占領され、この時にほとんどの領土を奪われた。1831年にはベルン州の州都となり、1848年にはスイス連邦の首都となった。
街はアーレ川によって形成された半島の西の境の方向に成長していった。1191年から1256年までの間、時計塔（Zytglogge）が、市の西境を表していた。1345年までは、牢獄塔（Käfigturm）が西境の役目を引き継ぎ、その後1622年までクリストフフェル塔（Christoffelturm）がその役目を引き継いだ。三十年戦争の間、大シャンツェ、小シャンツェと呼ばれる2つの新しい城壁が半島地域全体を防御するために建てられた。城壁による防御によって、19世紀に至るまで市街は順調に成長した。
社会主義者による第一インターナショナル、第二インターナショナルの数多くの会議が、特にスイスが中立を保った第一次世界大戦の間に当地で開かれた。

## 地理

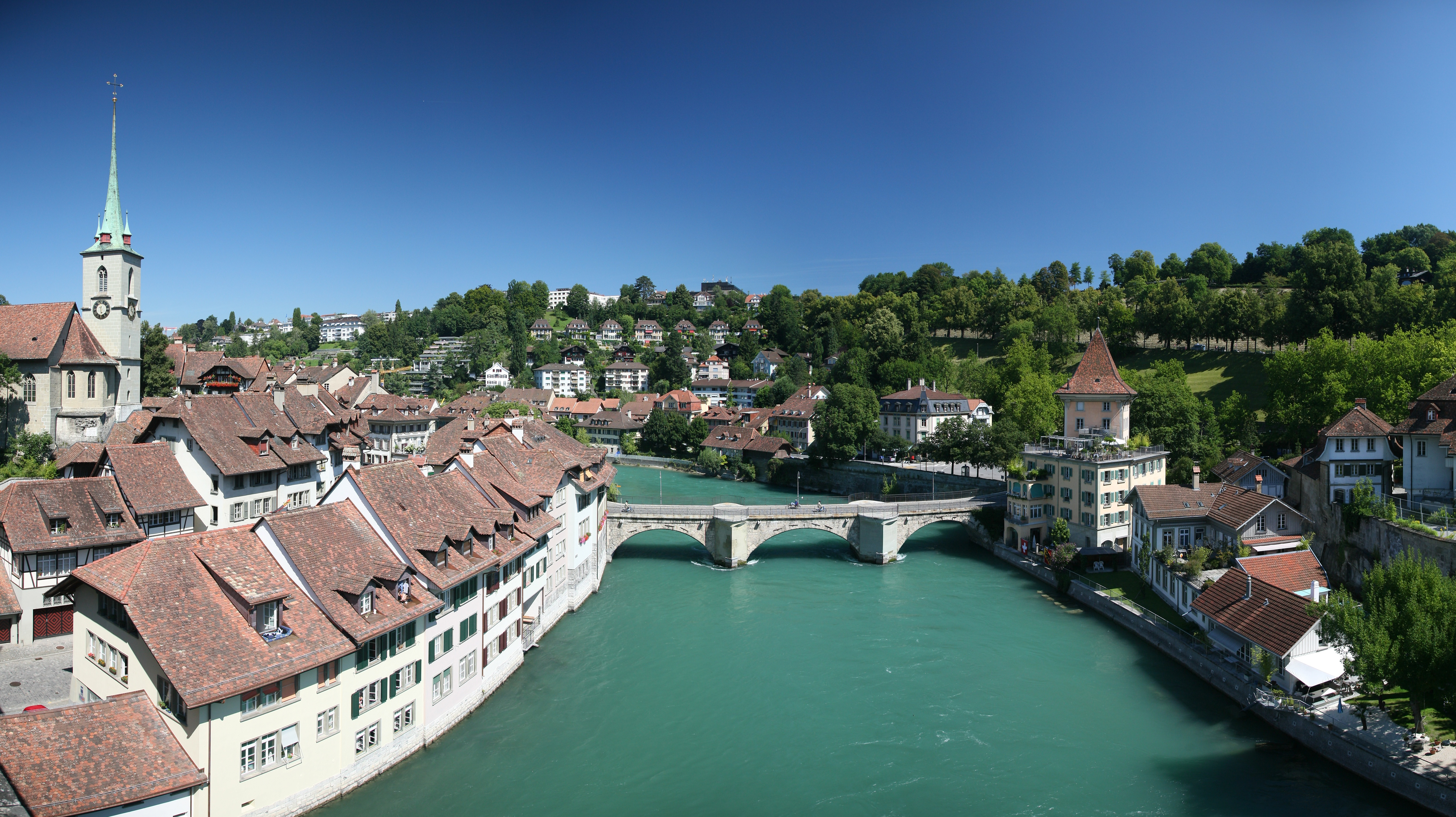
アーレ川とベルン

国土の中央からやや西寄り、ベルナーアルプスの20km北方に位置する。市の周囲は、氷期の氷河によって形成された。アーレ川が形作る半島の小高い丘が市の発祥地であるが、19世紀以降は、多くの橋が建設され、市域は川を越えて拡大した。市域は平坦ではなく、かなりの高低差がある。市の面積の20.2%は農業用地、33.5%は森林である。
近隣の都市として、約80キロ南西にローザンヌ、95キロ北東にチューリヒ、65キロ北にバーゼルが位置している。

## 人口
2015年12月31日時点での人口は140,567人。2008年の統計では、人口は129,265人であったが、このうち21.7%は外国籍である。言語別には、
- ドイツ語  81.2%
- イタリア語  3.9%
- フランス語  3.6%

## 気候
ケッペンの気候区分によると、ベルンの気候は西岸海洋性気候（Cfb）に属する。
北緯46度の山岳地帯に位置するにもかかわらず、北大西洋海流の影響により、冬季の気温が高い。低緯度である北緯35度から北緯40度に位置する飛騨地方や長野県、東北地方内陸部よりも冬季の日平均気温と平均最低気温が高く、降雪量も少ない。
| ベルンの気候                  | ベルンの気候 | ベルンの気候 | ベルンの気候 | ベルンの気候 | ベルンの気候 | ベルンの気候 | ベルンの気候 | ベルンの気候 | ベルンの気候 | ベルンの気候 | ベルンの気候 | ベルンの気候 | ベルンの気候  |
| 月                            | 1月          | 2月          | 3月          | 4月          | 5月          | 6月          | 7月          | 8月          | 9月          | 10月         | 11月         | 12月         | 年            |
| ----------------------------- | ------------ | ------------ | ------------ | ------------ | ------------ | ------------ | ------------ | ------------ | ------------ | ------------ | ------------ | ------------ | ------------- |
| 平均最高気温 °C （°F）        | 2.2 (36)     | 4.6 (40.3)   | 8.5 (47.3)   | 12.6 (54.7)  | 17.2 (63)    | 20.6 (69.1)  | 23.5 (74.3)  | 22.7 (72.9)  | 19.4 (66.9)  | 13.7 (56.7)  | 7.1 (44.8)   | 3 (37)       | 12.9 (55.2)   |
| 日平均気温 °C （°F）          | −1.2 (29.8)  | 0.5 (32.9)   | 3.7 (38.7)   | 7.3 (45.1)   | 11.5 (52.7)  | 14.9 (58.8)  | 17.3 (63.1)  | 16.4 (61.5)  | 13.3 (55.9)  | 8.6 (47.5)   | 3.1 (37.6)   | −0.3 (31.5)  | 7.9 (46.2)    |
| 平均最低気温 °C （°F）        | −3.7 (25.3)  | −2.4 (27.7)  | −0.1 (31.8)  | 3 (37)       | 6.9 (44.4)   | 10.1 (50.2)  | 12.1 (53.8)  | 11.7 (53.1)  | 9 (48)       | 5.3 (41.5)   | 0.5 (32.9)   | −2.6 (27.3)  | 4.2 (39.6)    |
| 降水量 mm （inch）            | 66 (2.6)     | 58 (2.28)    | 70 (2.76)    | 84 (3.31)    | 108 (4.25)   | 121 (4.76)   | 104 (4.09)   | 113 (4.45)   | 84 (3.31)    | 73 (2.87)    | 81 (3.19)    | 67 (2.64)    | 1,028 (40.47) |
| 平均降水日数                  | 10           | 9.8          | 11.3         | 11.6         | 13.7         | 11.8         | 10           | 10.9         | 8.1          | 8            | 10.1         | 10.2         | 125.5         |
| 出典：MeteoSchweiz 8 May 2009 |              |              |              |              |              |              |              |              |              |              |              |              |               |

## 文化

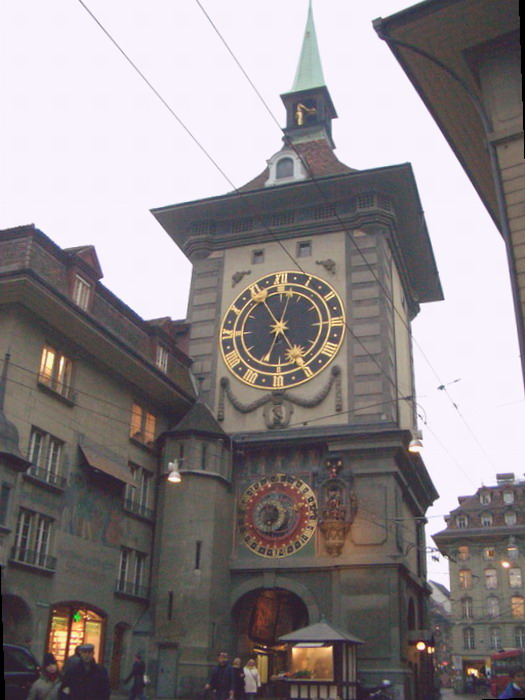
時計塔

アインシュタインが特殊相対性理論他の論文を執筆したアインシュタイン・ハウス、時計塔、大聖堂などが有名。またヨーロッパ最長（約6キロ）といわれるアーケードもある。旧市街地の中心の一角には、市の名称・市の紋章の由来となった熊（ヒグマ）が飼育されている「クマ公園」があったが、現在は旧市街地の東側の川を挟んだ対岸に移されている。
19世紀末に活躍し、世紀末芸術の巨匠と呼ばれる画家フェルディナント・ホドラーの出身地である。
ベルン州立歌劇場は新古典主義建築風様式で1903年9月25日に設立され、初演にはリヒャルト・ワーグナーのオペラ、タンホイザーが公演された。ホセ・カレーラスやレナート・ブルゾン、プラシド・ドミンゴやジェシー・ノーマンなどが歌っている。
芸術家パウル・クレーが半生を過ごした町で、2005年6月にクレー作品の大規模美術館「ツェントルム・パウル・クレー（パウル・クレー・センター）」がオープンした。

## 世界遺産
1983年に旧市街が「ベルン旧市街」の名でユネスコの世界遺産（文化遺産）として登録されている。

## 交通
- トラム、Sバーンがある。

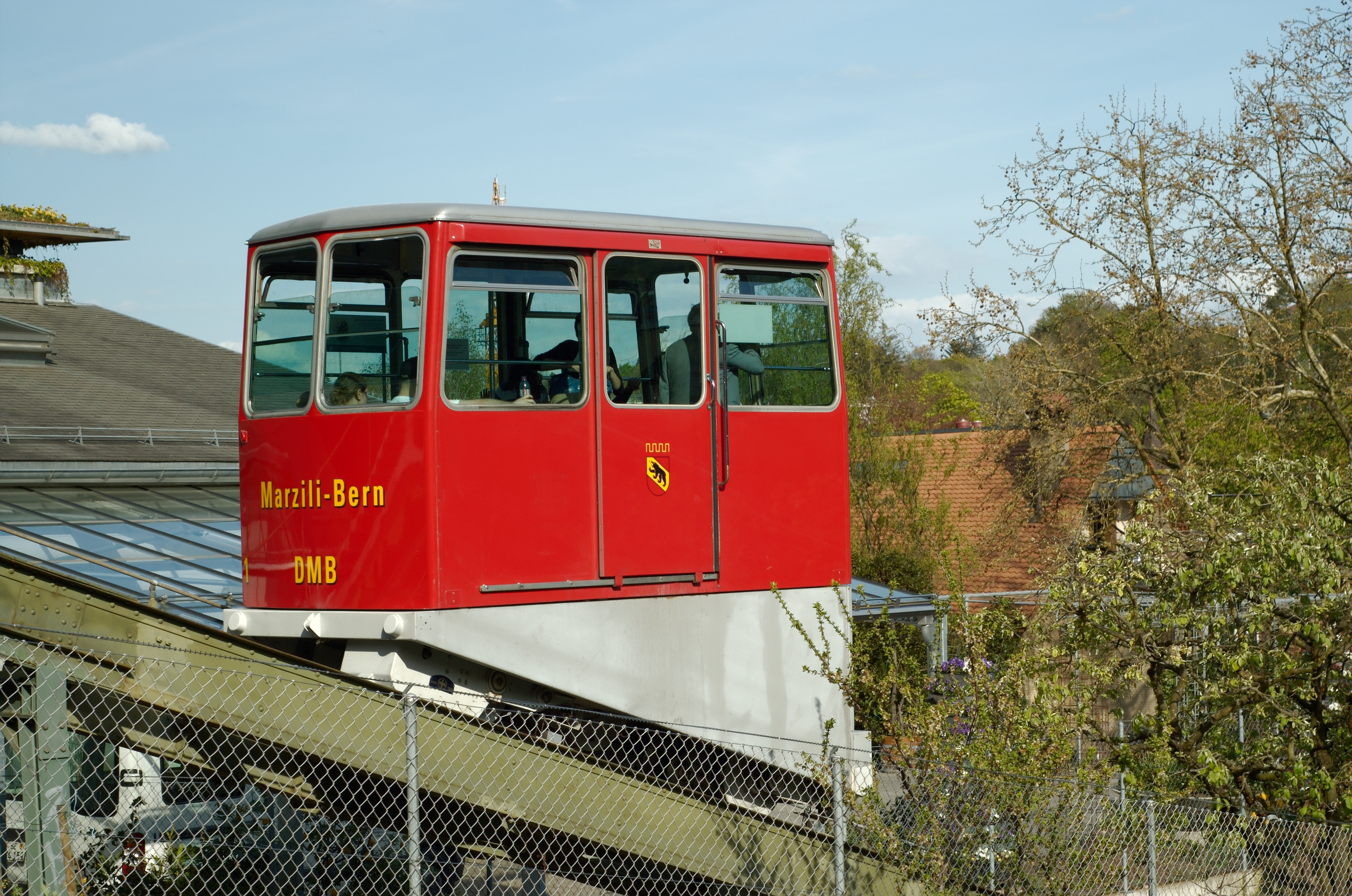
ケーブルカー

- ベルン中央駅は、スイス有数の規模を誇り、国際列車も多く発着する。チューリヒ国際空港駅から直通特急が1時間に2本程度、所要約1時間15分。ジュネーブ国際空港駅からも直通特急が1時間に2本程度、所要約1時間半。
- ケーブルカーMarzilibahnはヨーロッパで2番目に短いものである。
- ベルン空港が郊外にある。国内の都市、及びパリ・オルリー空港、ミュンヘン国際空港などからのフライトがある。

## スポーツ
スタッド・ドゥ・スイス・バンクドルフは、2005年に立て直されたサッカー球技場で、BSCヤングボーイズの本拠地であり、サッカースイス代表の主な試合会場でもある。ポストファイナンス・アレーナはアイスホッケーナショナルリーグSCベルンの本拠地

## 出身者
- ウルスラ・アンドレス：女優、初代ボンドガール
- エードゥアルト・フィッシャー：菌類学者、元ベルン大学学長
- エミール・テオドール・コッハー：外科学者、ノーベル生理学・医学賞受賞者
- オットー・ヘス：野球選手、メジャーリーガー
- ゴットフリート・フォン・アイネム：作曲家
- グエリーノ・ゴッタルディ：サッカー選手
- サルヴァトーレ・リチートラ：テノール歌手
- ズドラヴコ・クズマノヴィッチ：サッカー選手、セルビア代表
- セルゲイ・アシュワンデン：柔道選手、銀メダリスト
- ターニャ・フリーデン：スノーボーダー、金メダリスト
- ダニエル・バーンハード：俳優
- ディートロン：DJ、プロデューサー
- パウル・クレー：画家
- ファビアン・カンチェラーラ：プロ自転車ロードレース選手、金メダリスト
- フェルディナント・ホドラー：画家
- ペーター・グリュッター：フィギュアスケート選手、コーチ
- マーク・ホドラー：法律家、元国際スキー連盟会長
- マルクス・リューフェル：陸上競技選手、銀メダリスト
- ミリアム・オット：女子カーリング選手、銀メダリスト
- リゼロッテ・プルファー：女優

## 行政区画

### 区画の種類
ベルン市（Stadt Bern）は6つの市区（Stadtteil）から成り、その下に32の統計地区（Statistischer Bezirk）がある。統計地区はさらに以下のような区分がされており、それぞれ異なる区分目的を有している。
- 市区（Stadtteil、6区）：市内区（Innere Stadt、第一区）、レンクガッセ＝フェルゼナウ区（Länggasse-Felsenau、第二区）、マッテンホフ＝ヴァイッセンビュール区（Mattenhof-Weissenbühl、第三区）、キルヒェンフェルト＝ショッシャルデ区（Kirchenfeld-Schosshalde、第四区）、ブライテンレーン＝ロレーヌ区（Breitenrain-Lorraine、第五区）、ビュンプリッツ＝オーバーボッティゲン区（Bümpliz-Oberbottigen、第六区）。最近の境界変更は2001年で、ボインデンフェルト統計地区が第五区から第四区に変更となった。

- 統計地区（Statistisch Bezirk、32区）：市政の統計的評価のために1960年から設けられており、各種の年報の最小単位である。口語では地区（Quartiere）と呼ばれることがある。

- 大地区（Gebräuchlich Quartier、114区）：ベルン市の市区行政委員会と協働して、より地元に密着した行政を展開するために、2011年に改定された行政単位。大地区ごとに格差が生じないようにするため、可能な限り均一の規模で市区を区分している[6][7][8]。統計地区と同名のことがあるが、まったく別の区分であり、地図上の範囲も一致しない場合が多い。

- 小地区（Kleinquartiere、792区）：大地区と同時に2011年に改定された、最小の行政単位。地域密着型の同質な行政のための単位であり、個人情報が特定されてしまう程度小さな単位なので小地区の統計は公表されない。

- 学区（Schulkreise、6区）：学校教育の方針を決定し、学校を運営する。市区の区分と多少異なる部分がある。

- 文化財保護区（Denkmalpflege Quartiere、12区）

- 企業国勢調査区（Betriebszählungsquartiere、164区）：1975年の連邦企業国勢調査の際に定められ、労働状況の評価を行う。

- 国勢調査区（Volkszählungsquartiere、292区）：1980年の連邦人口家計国勢調査の際に定められ、可能な限り同質の1000人以下の住民を単位とする。

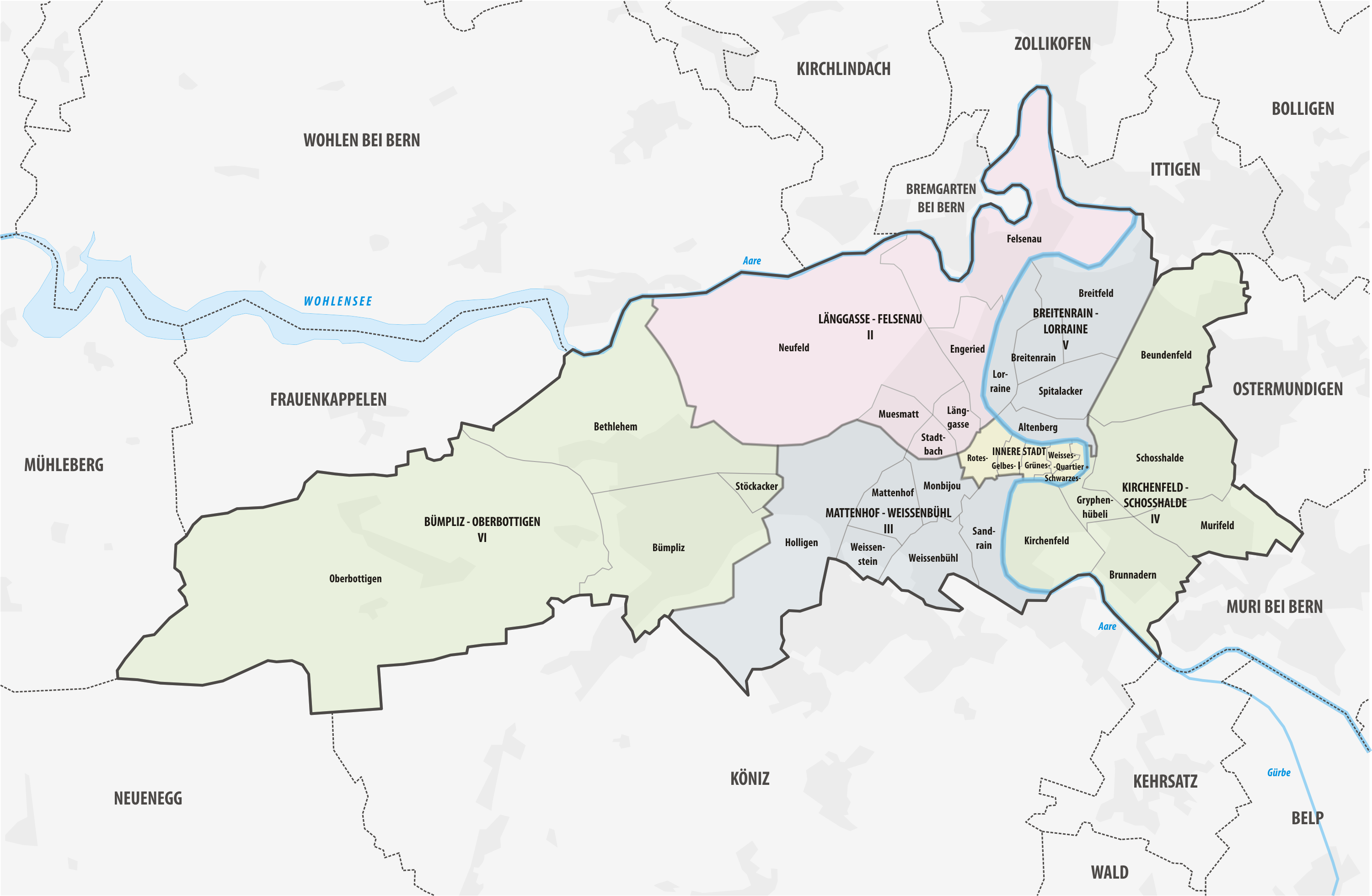

### 市区（Stadtteil）
ベルン市の都市部の中心はベルン旧市街で、ほぼ市内区となっている。市内区は1798年のナポレオン・ボナパルトのフランス軍統治以来、色による5地区で区分されている。市内区の北にはブライテンレーン地区（Breitenrain）やロレーヌ地区（Lorraine）がある第五区があり、市内区の東のショッシャルデ地区（Schosshalde）から南のキルヒェンフェルト地区（Kirchenfeld）にかけて第四区がある。アーレ川の上にこれらの地区へ向かって、北から時計回りにロレーヌ橋（Lorrainebrücke）、コーンハウス橋（Kornhausbrücke）、ニーデック橋（Nydeggbrücke）、キルヒェンフェルト橋（Kirchenfeldbrücke）が架かっている。アーレ川の西岸地方では、市内区の北西にレンクガッセ地区（Länggasse）のある第二区と、南西にマッテンホフ地区（Mattenhof）やヴァイッセンビュール地区（Weissenbühl）のある第三区がある。ビュンプリッツ地区（Bümpliz）やベツレヘム地区（Bethlehem）がある第六区は、さらに西にある。最西端には、1919年にベルン市に編入となったオーバーボッティゲン地区（Oberbottigen）があり、オーバーボッティゲン、ニーダーボッティゲン（Niederbottigen）、ブッフ（Buch）、リートバッハ（Riedbach）、マッツェンリート（Matzenried）などの集落のほか、いくつもの個別の農場がある。
| 市区                                                                    | 統計地区 | 面積 (ヘクタール) | 人口    | 外国人の割合 |
| ----------------------------------------------------------------------- | --- | ----------------- | ------- | ------------ |
| 第一区 市内区 （Innere Stadt）                                          | 黄区（Gelbes Quartier） 緑区（Grünes Quartier） 赤区（Rotes Quartier） 黒区（マッテ地区）（Schwarzes Quartier、Mattequartier） 白区（Weisses Quartier）                                         | 84                | 4,688   | 20.3 %       |
| 第二区 レンクガッセ＝フェルゼナウ区 （Länggasse-Felsenau）              | エンゲリート（Engeried） フェルゼナウ（Felsenau） レンクガッセ（Länggasse） ミューズマット（Muesmatt） ノイフェルト（Neufeld） シュタットバッハ（Stadtbach）                                    | 1134              | 19,761  | 19.2 %       |
| 第三区 マッテンホフ＝ヴァイッセンビュール区 （Mattenhof-Weissenbühl）   | ホッリゲン（Holligen） マッテンホフ（Mattenhof） モンビジュー（Monbijou） ザントレーン（Sandrain） ヴァイッセンビュール（Weissenbühl） ヴァイッセンシュタイン（Weissenstein）                   | 693               | 31,350  | 23.1 %       |
| 第四区 キルヒェンフェルト＝ショッシャルデ区 （Kirchenfeld-Schosshalde） | ボインデンフェルト（Beundenfeld） ブルンナデルン（Brunnadern） グリフェンヒューベリ（Gryphenhübeli） キルヒェンフェルト（Kirchenfeld） ムーリフェルト（Murifeld） ショッシャルデ（Schosshalde） | 844               | 27,130  | 20.7 %       |
| 第五区 ブライテンレーン＝ロレーヌ区 （Breitenrain-Lorraine）            | アルテンベルク（Altenberg） ブライテンレーン（Breitenrain） ブライトフェルト（Breitfeld） ロレーヌ（Lorraine） シュピータラッカー（Spitalacker）                                                | 384               | 25,706  | 18.4 %       |
| 第六区 ビュンプリッツ＝オーバーボッティゲン区 （Bümpliz-Oberbottigen）  | ベツレヘム（Bethlehem） ビュンプリッツ（Bümpliz） オーバーボッティゲン（Oberbottigen） シュテッカッカー（Stöckacker）                                                                           | 2023              | 34,643  | 35.1 %       |
| ベルン市全体                                                            | | 5162              | 143,278 | 24.1 %       |